# Личи, Карл
Карл Личи (нем. Karl Litschi; род. 27 апреля 1912 года в Фельбене, Швейцария — ум. 18 марта 1999 года в Андельфингене, Швейцария) — швейцарский шоссейный велогонщик, выступавший с 1936 по 1947 год. Двукратный чемпион Швейцарии года в групповой гонке. Победитель этапа на Тур де Франс 1939.

## Достижения
1936
2-й Чемпионат Швейцарии
1937
1-й Тур Швейцарии
1-й — Горная классификация
1-й — Этап 5
1938
1-й Тур Северо-Западной Швейцарии
8-й Джиро д'Италия
1939
1-й  Чемпионат Швейцарии
1-й Чемпионат Цюриха
1-й Гран-при Канн
1-й — Этап 8b Тур де Франс
2-й Гран-при Ле-Локля
7-й Тур Швейцарии
1-й — Этап 5
1941
1-й  Чемпионат Швейцарии
1946
3-й Тур дю Лак Леман
1947
2-й Чемпионат Швейцарии

## Статистика выступлений

### Гранд-туры
| Гранд-тур       | 1938 | 1939 |
| --------------- | ---- | ---- |
| Джиро д’Италия  | 8    | —    |
| Тур де Франс    | —    | НФ   |
| Вуэльта Испании | —    | —    |

| —  | Не участвовал  |
| НФ | Не финишировал |

1. ↑  Karl Litschi // https://www.portraitarchiv.ch/portrait/show/134190